# Tirreno-Adriático 1983
La XVIII edición del Tirreno-Adriático se disputó entre el 11 y el 16 de marzo de 1983 con un recorrido de 856 kilómetros con salida en Santa Severa y llegada a San Benedetto del Tronto. El ganador de la carrera fue el italiano Roberto Visentini del Inoxpran.

## Etapas
| Etapa   | Fecha       | Recorrido                             | km    | Ganador          | Líder             |
| ------- | ----------- | ------------------------------------- | ----- | ---------------- | ----------------- |
| Prólogo | 11 de marzo | Santa Severa - Santa Severa (CRI)     | 9,5   | Czesław Lang     | Czesław Lang      |
| 1ª      | 12 de marzo | Santa Marinella - Lago de Vico        | 193,0 | Guido Bontempi   | Gerrie Knetemann  |
| 2ª      | 13 de marzo | Orte - Monte San Pietrangeli          | 220,0 | Moreno Argentin  | Gerrie Knetemann  |
| 3ª      | 14 de marzo | Grottammare - Paglieta                | 210,0 | Moreno Argentin  | Gerrie Knetemann  |
| 4ª      | 15 de marzo | Paglieta - Acquaviva Picena           | 206,0 | Laurent Fignon   | Giuseppe Saronni  |
| 5ª      | 16 de marzo | S.B del Tronto - S.B del Tronto (CRI) | 18,3  | Bert Oosterbosch | Roberto Visentini |

## Clasificaciones finales

### General
| Posición | Ciclista                 | Equipo                | Tiempo      |
| -------- | ------------------------ | --------------------- | ----------- |
| 1        | Roberto Visentini        | Inoxpran              | 22h 50' 20" |
| 2        | Gerrie Knetemann         | TI-Raleigh            | + 04"       |
| 3        | Francesco Moser          | Gis Gelati-Campagnolo | + 59"       |
| 4        | Czesław Lang             | Gis Gelati-Campagnolo | + 59"       |
| 5        | Alberto Fernández Blanco | Zor                   | + 1' 03"    |
| 6        | Giuseppe Petito          | Alfa Lum              | + 1' 09"    |
| 7        | Laurent Fignon           | Renault               | + 1' 09"    |
| 8        | Serge Demierre           | Cilo-Aufina           | + 1' 17"    |
| 9        | Giuseppe Saronni         | Del Tongo             | + 1' 19"    |
| 10       | Greg Lemond              | Renault               | + 1' 19"    |